# 提爾

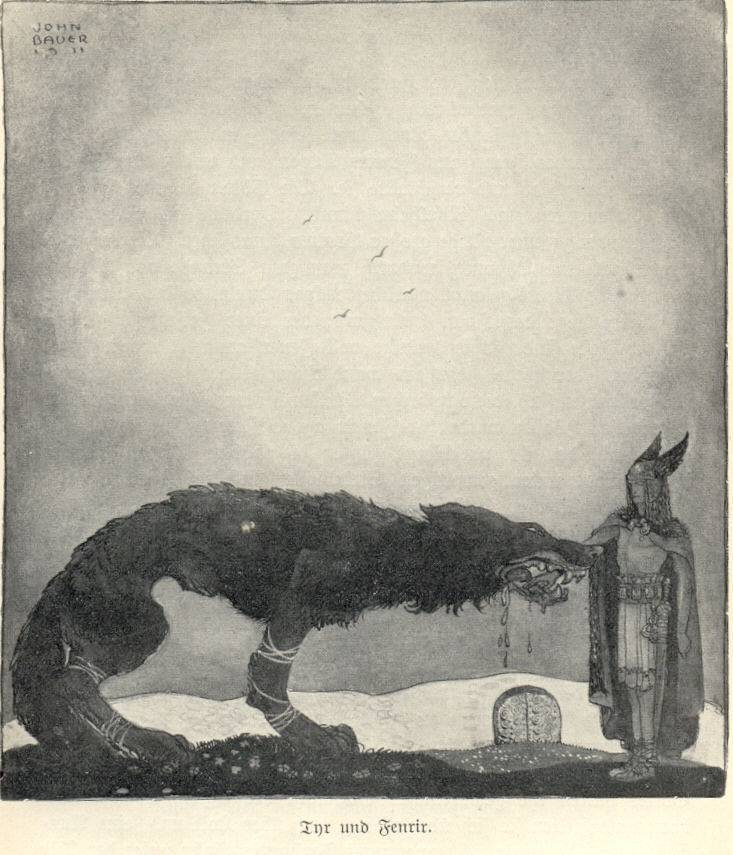
魔狼芬里爾咬斷提爾的手

提爾（Tyr，古北歐語：Týr），也翻作「泰爾」。在北歐神話中，他是戰神，或說象徵勇氣與英雄的神。其他國家裡，對應的名字有：Tyz（哥德語），Ty（古挪威語），Ti（古瑞典語），Tiw、Tiu、Tio、Tig （古英語），Týr（現代冰島語），Ziu、Zio（古德語）。
在新埃達中，他被描寫成奧丁（Odin）之子。但透過語言學的考據，在更早之前，他也許是眾神之父。
提爾相當於羅馬神話的瑪爾斯（拉丁語：Mars）。英語的星期二「Tuesday」其實是「提爾日」的意思，這是因為在古英語中，提爾的讀音與「Tiw」相似，所以把他的名字命名為一星期中的第二天。

## 起源
Tyr，這個字的意思即是「神」。透過對古歐洲語言和印度梵語的比較和考據，發現橫跨歐洲和印度各民族有著共同的語系之祖，也就是印歐語。證實了「印歐語系」有著共同的生活習俗和精神文化，形成「印歐原始共同神話」理論。
根據這個理論，印度的天神特尤斯（梵語：Dyaus或Diaush Pitar）、希臘的眾神之父宙斯（希臘語：Zeus Pater）、羅馬的主神朱庇特（拉丁語：Jupiter）、北歐的戰神提爾（Tyr），這些字雖然乍看並不相似，但其實都是同一個詞根的變體皆同指「天空」。
因此，也許可以推測出，Tyr這字並不是單指一個神，而是「神」的泛稱。但後來不斷的演變下，在北歐變成單指戰神提爾這位神祇了。

## 神話中的提爾
在北歐神話中，提爾是奧丁之子，其母親可能是女神弗麗嘉，另外一說是薩迦女神所生。他是北歐主要神祇之一，但他沒有自己的宮殿，而是長住在英靈殿（Valhalla）中。提爾也可以差遣女武神（Valkyries）們。
提爾只有一隻手，他的另一隻手是被魔狼芬里爾給咬斷的。芬里爾是邪神洛基（Loki）的孩子，其弟妹是耶夢加得（Jormungand）和赫爾（Hel）。奧丁看出三兄妹會對眾神造成危害，就分別流放了他們。但對芬里爾，奧丁卻想不到安置的地方，所以就以測試力氣的理由，想要用鐵鍊將他綁住，但都被芬里爾輕鬆掙脫。後來，眾神請侏儒造了一條魔法的鎖鏈。雖然諸神向芬里爾保證如果掙脫不開，會幫他鬆綁，但芬里爾已知諸神們心懷不軌，因此不肯輕易就範。這時提爾以自己的右手作為保證，放入魔狼的口中，芬里爾因此相信諸神才甘願被縛。但當他發現自己上當後，就憤而咬斷了口中的手臂，提爾因此成了獨手的神，在諸神的黃昏中，提爾和加姆同歸於盡。

## 大眾文化
- 《刺客教條：維京紀元》中的角色。
- 《戰神：諸神黃昏》中的角色。